# (1965) van de Kamp
(1965) van de Kamp – planetoida z grupy pasa głównego planetoid okrążająca Słońce w ciągu 4 lat i 43 dni w średniej odległości 2,57 j.a. Została odkryta 24 września 1960 roku przez Cornelisa i Ingrid van Houtenów na kliszach fotograficznych wykonanych przez Toma Gehrelsa przy użyciu teleskopu Schmidta w Obserwatorium Palomar. Nazwa planetoidy pochodzi od Petera van de Kampa (1901-1995), holenderskiego astronoma. Przed nadaniem nazwy planetoida nosiła oznaczenie tymczasowe (1965) 2521 P-L.